# ريتشارد أ. هيلمان
ريتشارد أ. هيلمان (بالإنجليزية: Richard A. Hellman)‏ هو محامي أمريكي، ولد في 24 أبريل 1940.